# Светско првенство у атлетици у дворани 2016 — 1.500 метара за жене
Трка на 1.500 метара у женској конкуренцији на Светском првенству у атлетици у дворани 2016. одржана је 18. и 19. марта у Орегонском конгресном центру у Портланду (САД).
Титулу освојену у Сопоту 2014, није бранила Абеба Арегави из Шведске.

## Земље учеснице
Учествовало је 20 такмичарки из 15 земаља.
1. Албанија (1)
2. Аустралија (1)
3. Етиопија (3)
4. Ирска (1)
5. Јордан (1)
6. Канада (2)
7. Кенија (1)
8. Мароко (1)
9. Пољска (2)
10. Руанда (1)
11. Румунија (1)
12. САД (2)
13. Холандија (1)
14. Чешка (1)
15. Шведска (1)

## Освајачи медаља
| Сифан Хасан Холандија | Давит Сејаум Етиопија | Гудаф Цегај Етиопија |

## Рекорди пре почетка Светског првенства 2016.
Стање на 16. март 2016.
| Рекорди пре почетка Светског првенства 2016. | Рекорди пре почетка Светског првенства 2016. | Рекорди пре почетка Светског првенства 2016. | Рекорди пре почетка Светског првенства 2016. | Рекорди пре почетка Светског првенства 2016. |
| -------------------------------------------- | -------------------------------------------- | -------------------------------------------- | -------------------------------------------- | -------------------------------------------- |
| Светски рекорд                               | Гензебе Дибаба, Етиопија                     | 3:55,17                                      | Беч, Аустрија                                | 1. фебруар 2014.                             |
| Рекорд светских првенстава                   | Гелете Бурка, Етиопија                       | 3:59,75                                      | Валенсија, Шпанија                           | 9. март 2008.                                |
| Најбољи резултат сезоне                      | Гензебе Дибаба, Етиопија                     | 3:56,46                                      | Стокхолм, Шведска                            | 17. фебруар 2016.                            |
| Афрички рекорд                               | Гензебе Дибаба, Етиопија                     | 3:55,17                                      | Беч, Аустрија                                | 1. фебруар 2014.                             |
| Азијски рекорд                               | Марјам Јусуф Џамал, Бахреин                  | 3:59,79                                      | Валенсија, Шпанија                           | 9. март 2008.                                |
| Северноамерички рекорд                       | Реџајна Џејкобс, Сједињене Државе            | 3:59,98                                      | Бостон, Сједињене Државе                     | 1. фебруар 2003.                             |
| Јужноамерички рекорд                         | Летисија Вријезде, Суринам                   | 4:14,05                                      | Будимпешта, Мађарска                         | 12. фебруар 1992.                            |
| Европски рекорд                              | Абеба Арегави, Шведска                       | 3:57,91                                      | Стокхолм, Шведска                            | 6. фебруар 2014.                             |
| Океанијски рекорд                            | Мелиса Данкан, Аустралија                    | 4:06,93                                      | Бостон, Сједињене Државе                     | 14. фебруар 2016.                            |

### Најбољи резултати у 2016. години
Десет најбољих атлетичарки на 1.500 метара у дворани пре првенства (16. марта 2016), имале су следећи пласман.
| 1.  | Гензебе Дибаба, Етиопија          | 3:56,46 | 17. фебруар |
| 2.  | Давит Сејаум, Етиопија            | 4:00,28 | 28. фебруар |
| 3.  | Сифан Хасан, Холандија            | 4:02,57 | 20. фебруар |
| 4.  | Гудаф Цегај, Етиопија             | 4:01,81 | 20. фебруар |
| 5.  | Бренда Мартинез, Сједињене Државе | 4:04,58 | 14. фебруар |
| 6.  | Акумавит Ембаје, Етиопија         | 4:06,11 | 20. фебруар |
| 7.  | Кејт Грејс, Сједињене Државе      | 4:06,75 | 14. фебруар |
| 8.  | Љуиза Гега, Албанија              | 4:06,89 | 27. фебруар |
| 9.  | Мелиса Данкан, Аустралија         | 4:06,93 | 14. фебруар |
| 10. | Шенон Роубери, Сједињене Државе   | 4:07,30 | 20. фебруар |

Такмичарке чија су имена подебљана учествовале су на СП 2016.

## Квалификационе норме
| Дворана                | Отворено |
| ---------------------- | -------- |
| 4:13,00 (4:30,00 миља) | 4:03,00  |

## Сатница
| Датум          | Време | Ниво          |
| -------------- | ----- | ------------- |
| 18. март 2016. | 13:35 | Квалификације |
| 19. март 2016. | 19:18 | Финале        |

Времена су дата према локалном времену UTC-8.

## Резултати

### Квалификације
Такмичарке су подељене у две групе. За финале су се пласирале по три победнице група (КВ) и три према постигнутим резултатима (кв)., ,
| Место | Група | Атлетичарка       | Земља      | ЛР      | ЛРС     | Резултат | Белешка |
| ----- | ----- | ----------------- | ---------- | ------- | ------- | -------- | ------- |
| 1.    | 2     | Сифан Хасан       | Холандија  | 4:00,46 | 4:01,40 | 4:07,28  | КВ      |
| 2.    | 2     | Гудаф Цегај       | Етиопија   | 4:01,81 | 4:01,81 | 4:07,98  | КВ      |
| 3.    | 1     | Давит Сејаум      | Етиопија   | 4:00,28 | 4:00,28 | 4:09,05  | КВ      |
| 4.    | 2     | Данута Урбаник    | Пољска     | 4:09,89 | 4:09,89 | 4:09,41  | КВ, ЛР  |
| 5.    | 1     | Акумавит Ембаје   | Етиопија   | 4:02,92 | 4:06,11 | 4:09,43  | КВ      |
| 6.    | 1     | Бренда Мартинез   | САД        | 4:04,58 | 4:04,58 | 4:09,75  | КВ      |
| 7.    | 2     | Мелиса Данкан     | Аустралија | 4:05,56 | 4:09,70 | 4:10,40  | кв      |
| 8.    | 1     | Рената Плиш       | Пољска     | 4:07,10 | 4:07,38 | 4:10,44  | кв      |
| 9.    | 1     | Виола Чепту Лагат | Кенија     | 4:11,08 | 4:11,08 | 4:10,77  | кв, ЛРС |
| 10.   | 1     | Рабабе Арафи      | Мароко     | 4:07,91 | 4:09,27 | 4:10,82  |         |
| 11.   | 1     | Кристина Маки     | Чешка      | 4:11,56 | 4:11,56 | 4:11,28  | ЛС      |
| 12.   | 2     | Габријела Стафорд | Канада     | 4:11,49 | 4:11,49 | 4:11,46  | ЛРС     |
| 13.   | 2     | Кори Макги        | САД        | 4:09,97 | 4:09,97 | 4:11,62  |         |
| 14.   | 1     | Сара Лахти        | Шведска    | 4:12,73 | 4:12,73 | 4:11,68  | ЛР      |
| 15.   | 2     | Клаудија Бобочеа  | Румунија   | 4:09,64 | 4:09,64 | 4:12,38  |         |
| 16.   | 3     | Љуиза Гега        | Албанија   | 4:06,89 | 4:06,89 | 4:16,12  |         |
| 17.   | 1     | Роуз-Ен Галиган   | Ирска      | 4:11,07 | 4:11,07 | 4:16,84  |         |
| 18.   | 1     | Никол Сифуентес   | Канада     | 4:07,61 |         | 4:17,24  |         |
| 19.   | 2     | Беата Нишимве     | Руанда     |         |         | 4:19,39  | НР, ЛР  |
| 20.   | 2     | Тамара Армоуш     | Јордан     |         |         | 4:37,61  | НР, ЛР  |

### Финале
,
| Поз. | Атлетичарка       | Земља      | Резултат | Белешка |
| ---- | ----------------- | ---------- | -------- | ------- |
|      | Сифан Хасан       | Холандија  | 4:04,96  |         |
|      | Давит Сејаум      | Етиопија   | 4:05,30  |         |
|      | Гудаф Цегај       | Етиопија   | 4:05,71  |         |
| 4.   | Акумавит Ембаје   | Етиопија   | 4:09,37  |         |
| 5.   | Бренда Мартинез   | САД        | 4:09,57  |         |
| 6.   | Мелиса Данкан     | Аустралија | 4:09,69  |         |
| 7.   | Рената Плиш       | Пољска     | 4:10,14  |         |
| 8.   | Виола Чепту Лагат | Кенија     | 4:10,45  | ЛРС     |
| 9.   | Данута Урбаник    | Пољска     | 4:12,59  |         |

### Пролазна времена
| Дистанца | Атлетичарка   | Земља      | Време   |
| -------- | ------------- | ---------- | ------- |
| 200 м    | Мелиса Данкан | Аустралија | 32,95   |
| 400 м    | Мелиса Данкан | Аустралија | 1:05,87 |
| 600 м    | Мелиса Данкан | Аустралија | 1:39,13 |
| 800 м    | Мелиса Данкан | Аустралија | 2:12,71 |
| 1.000 м  | Сифан Хасан   | Холандија  | 2:46,35 |
| 1.200 м  | Сифан Хасан   | Холандија  | 3:19,26 |
| 1.400 м  | Сифан Хасан   | Холандија  | 3:49,78 |